# Crucible Színház
A Crucible Színház (angolul Crucible Theatre vagy röviden The Crucible) egy 1971-ben épült színház Sheffield városközpontjában, az Egyesült Királyságban. A színházi előadások mellett talán arról a legnevezetesebb, hogy 1977 óta minden évben itt rendezik a sznúkersport legrangosabb eseményét, a snooker-világbajnokságot. A színházat 2007 és 2009 között átépítették, 2010. február 18-án nyitotta meg újra a kapuit.

## Története

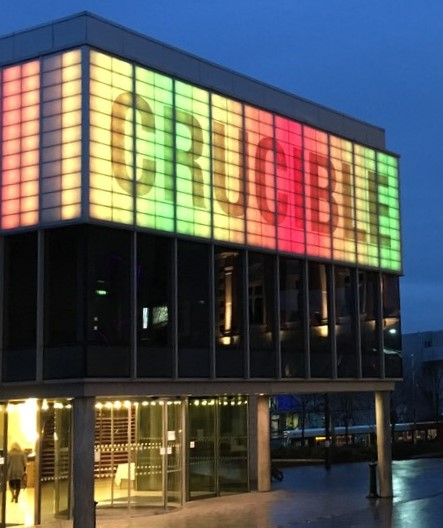
A Crucible éjjel

A Crucible Színházat az M J Gleeson társaság építtette, az épület 1971-ben nyílt meg, és a Townhead Streeten található Repertory Színház helyét vette át. Az épületet Tanya Moiseiwitsch tervezte, az építészeti kivitelező a Renton Howard Wood Levin Architects volt. Az épületet 1969-ben kezdték építeni, és két év alatt készült el, a nyitóelőadást, a Fanfare című zenés darabot 1971. november 16-án tartották, az előadáson Ian McKellen színművész is részt vett.
A színház azóta számos zenés és színházi előadásnak adott otthont, emellett squasheseményeket is tartanak benne, 1977 óta pedig a színház ad otthont a minden évben megrendezésre kerülő snooker-világbajnokságnak is.
A nézőtéren 980 ember fél el összesen, akik három oldalról figyelhetik az előadásokat és a snookermérkőzéseket. A nézők egyike sem foglal helyet 20 méternél messzebb.
2001-ben a Crucible elnyerte a Barclays Év Színháza díját. Az épület 2007 és 2009 között egy 15 millió angol font költségű restauráláson esett át, ezalatt mindössze a 2008-as és 2009-es snooker-világbajnokság ideje alatt tartott nyitva. Színházi minőségben 2010. február 11-én nyitotta meg újra a kapuit Henrik Ibsen An Enemy of the People című művének előadásával. Az épületet hivatalosan Wessex grófja nyitotta meg egy héttel később, február 18-án.

## Fordítás
- Ez a szócikk részben vagy egészben  a   Crucible Theatre című angol Wikipédia-szócikk ezen változatának fordításán alapul.  Az eredeti cikk szerkesztőit annak laptörténete sorolja fel. Ez a jelzés csupán a megfogalmazás eredetét és a szerzői jogokat jelzi, nem szolgál a cikkben szereplő információk forrásmegjelöléseként.